# Grand Prix Europy na Żużlu 2010
Grand Prix Europy na Żużlu 2010 – pierwsza eliminacja Grand Prix IMŚ na żużlu w roku 2010. Zawody zostały rozegrane na stadionie im. Alfreda Smolczyka.

## Wyniki
| lp  | Zawodnik           | Biegi               | Punkty |
| --- | ------------------ | ------------------- | ------ |
| 1.  | Jason Crump        | 3, 3, 3, 1, 0, 3, 6 | 19     |
| 2.  | Jarosław Hampel    | 3, 1, 2, 2, 3, 3, 4 | 18     |
| 3.  | Emil Sajfutdinow   | 3, 1, 1, 3, 2, 2, 2 | 14     |
| 4.  | Janusz Kołodziej   | 1, 3, 3, 2, 1, 2, w | 12     |
|     |                    |                     |        |
| 5.  | Kenneth Bjerre     | 1, 2, 2, 2, 3, 0    | 10     |
| 6.  | Rune Holta         | 2, 3, 1, 1, 2, 1    | 10     |
| 7.  | Nicki Pedersen     | 3, 2, 0, 0, 3, 1    | 9      |
| 8.  | Chris Harris       | 2, 3, 0, 0, 3, 0    | 8      |
|     |                    |                     |        |
| 9.  | Fredrik Lindgren   | 1, 1, 3, 3, 0       | 8      |
| 10. | Hans N. Andersen   | 0, 2, 2, 3, 1       | 8      |
| 11. | Chris Holder       | 2, 2, 0, 2, 2       | 8      |
| 12. | Tomasz Gollob      | 2, 0, 2, 1, 1       | 6      |
| 13. | Andreas Jonsson    | d, 1, 1, 1, 2       | 5      |
| 14. | Greg Hancock       | 0, 0, 3, 0, 1       | 4      |
| 15. | Magnus Zetterström | 1, 0, 0, 3, 0       | 4      |
| 16. | Tai Woffinden      | 0, 0, 1, 0, 0       | 1      |
|     |                    |                     |        |
| -   | Damian Baliński    | ns                  | ns'    |
| -   | Maciej Janowski    | ns                  | ns     |

### Bieg po biegu
```
  1. Hampel, Harris, Bjerre, Hancock
  2. Pedersen, Holta, Kołodziej, Jonsson (d)
  3. Sayfutdinov, Gollob, Lindgren, Woffinden
  4. Crump, Holder, Zetterström, Andersen
  5. Harris, Pedersen, Lindgren, Zetterström
  6. Kołodziej, Holder, Hampel, Gollob
  7. Crump, Bjerre, Jonsson, Woffinden
  8. Holta, Andersen, Sayfutdinov, Hancock
  9. Kołodziej, Andersen, Woffinden, Harris
 10. Crump, Hampel, Sayfutdinov, Pedersen
 11. Lindgren, Bjerre, Holta, Holder
 12. Hancock, Gollob, Jonsson, Zetterström
 13. Sayfutdinov, Holder, Jonsson, Harris
 14. Zetterström, Hampel, Holta, Woffinden
 15. Andersen, Bjerre, Gollob, Pedersen
 16. Lindgren, Kołodziej, Crump, Hancock
 17. Harris, Holta, Gollob, Crump
 18. Hampel, Jonsson, Andersen, Lindgren
 19. Bjerre, Sayfutdinov, Kołodziej, Zetterström
 20. Pedersen, Holder, Hancock, Woffinden

         Półfinały:

 21. Hampel, Kołodziej, Holta, Harris
 22. Crump, Sayfutdinov, Pedersen, Bjerre

         Finał:

 23. Crump, Hampel, Sayfutdinov, Kołodziej (w)
```